# Fronteira Colômbia–Equador
A fronteira entre a Colômbia e o Equador é uma linha de 590 km de extensão, sentido oeste-leste, que separa o trecho oeste do sul da Colômbia do território do Equador. Essa fronteira é cerca de 28% do que já foi a fronteira Colômbia - Equador desde a separação da Grã-Colômbia, em 1830, que gerou Colômbia, Equador e Venezuela, até 1942. antes dessa data, o Equador se estendia, entre a Colômbia e o Peru, até à divisa com o Brasil.

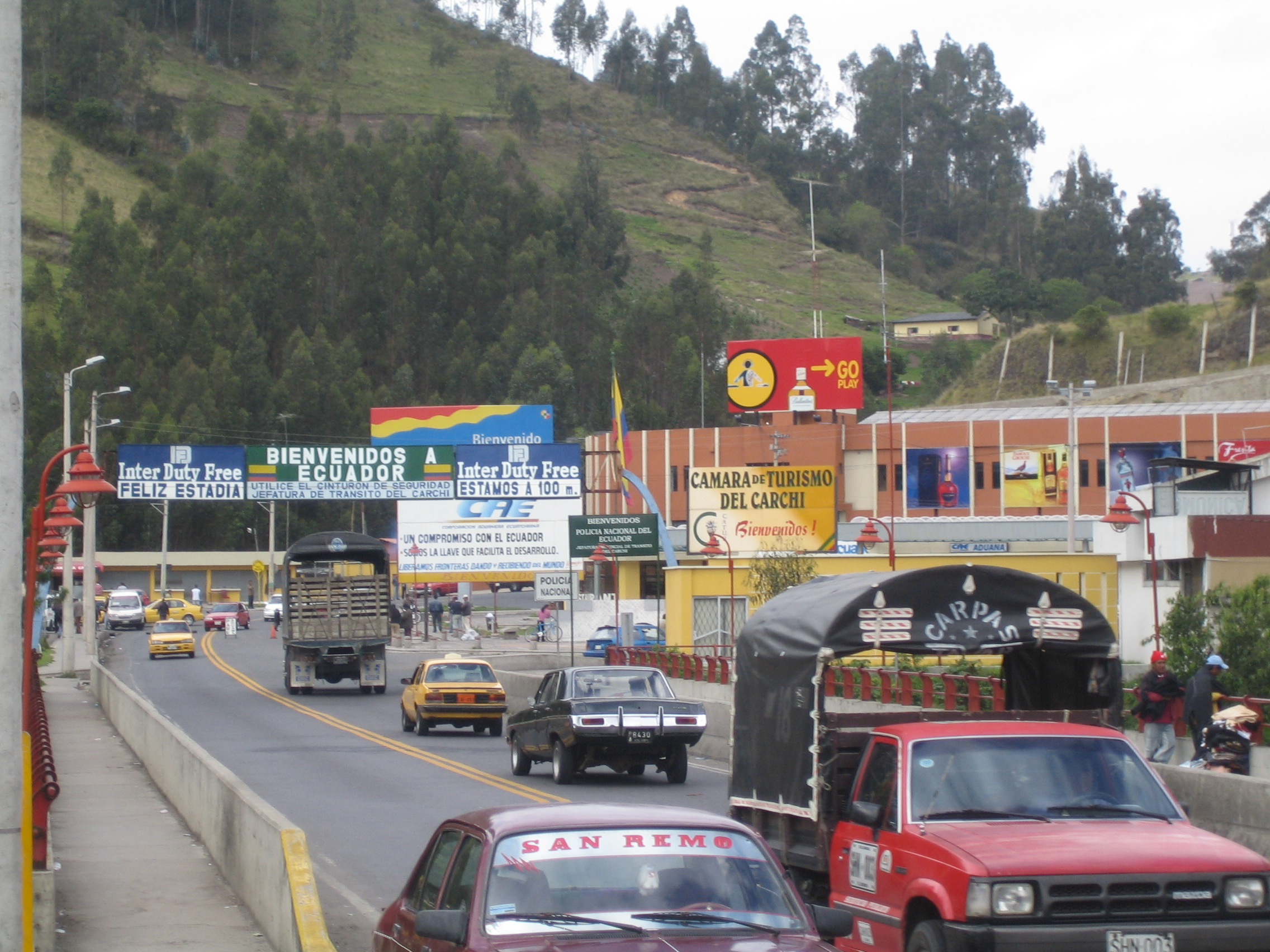
Fronteira, lado equatoriano, em Carchi

Hoje a fronteira se estende desde o litoral do Oceano Pacífico, proximidades do porto de Tumaco (Colômbia), atravessa os Andes Centrais, e vai até a tríplice fronteira dos dois países com o Peru. Separa as províncias equatorianas de Esmeraldas (litoral), Carchi, Sucumbíos dos departamentos colombianos de Nariño (litoral) e Putumayo.